# CRフィーバーネオパワフル
『CRフィーバーネオパワフル』は、2005年3月にSANKYOから発売されたデジパチタイプのパチンコ。

## 概要
当時業界最大の15インチ液晶を搭載している。盤面に露出している部分は馬蹄型をしており、通常時は左側が円形に区切られている。
本機では、フィーバーパワフルシリーズで9マスになっている図柄が、中央の図柄を囲むように8個の図柄が円形に並ぶ形に変わっており、リーチラインは
- 円形状の隣り合った図柄同士（8ライン）
- 中央の図柄を通る一直線（4ライン）

以上12ラインとオールフルーツとなる。2ライン以上の7並びまたはオールフルーツ成立で確変となる点は変わらない。

## スペック
| 型式名                       | 大当たり確率   | 確変割合          | 賞球数    | ラウンド数          | 時短                                  |
| ---------------------------- | -------------- | ----------------- | --------- | ------------------- | ------------------------------------- |
| CRフィーバーネオパワフルZF   | 1/496.5→1/49.6 | 68%               | 3&5&10&15 | 15ラウンド9カウント | 通常大当たり終了後100回               |
| CRフィーバーネオパワフルSF   | 1/399.6→1/40   | 60%               | 3&5&10&15 | 15ラウンド9カウント | 通常大当たり終了後100回               |
| CRフィーバーネオパワフルSF-T | 1/397.2→1/39.7 | 67%（突確含む）   | 3&4&10&15 | 15ラウンド9カウント | 通常大当たり終了後100回               |
| CRフィーバーネオパワフルSH   | 1/364.1→1/36.4 | 60%               | 3&5&10&15 | 15ラウンド9カウント | 高確率状態での通常大当たり終了後100回 |
| CRフィーバーパワフルIII      | 1/243.6→1/24.3 | 100%（7回転限定） | 6&15      | 15ラウンド9カウント | なし                                  |